# Billaea trivittata
Billaea trivittata là một loài ruồi trong họ Tachinidae.